# Torrinha
Torrinha là một đô thị ở bang São Paulo của Brasil. Đô thị này nằm ở vĩ độ 22º25'34" độ vĩ nam và kinh độ 48º10'09" độ vĩ tây, nằm ở độ cao 802 m trên mực nước biển. Dân số năm 2004 ước tính là 9.521 người.

### Các xa lộ
- SP-197
- SP-304
- SP-304